# 王濟 (弘治進士)
王濟（1472年—1535年），字體民，號南墩，湖廣黃州府黃岡縣人，軍籍，明朝政治人物。

## 生平
弘治十一年（1498年）戊午科湖廣鄉試第二十二名舉人。弘治十五年（1502年）中式壬戌科會試第二百四十名，二甲第四十六名進士。歷官吏部文选司、验封司郎中，出为河南布政司右參政。以子王廷瞻貴贈户部右侍郎。

## 家族
曾祖王仲斌；祖父王思旻，曾任州同知；父王文奎。母樊氏。具庆下。兄王麟（知縣）、王凤、王琏。